# Street Fighter 6
Street Fighter 6 is een computerspel ontwikkeld en uitgegeven door Capcom voor de PlayStation 4, PlayStation 5, Windows, Xbox Series, Switch 2 en als arcadespel. Het vechtspel is uitgekomen op 2 juni 2023.

## Personages
Het spel bevat 18 speelbare personages, met aanvullende personages die als betaalde DLC beschikbaar zijn. In het tweede DLC-pakket zijn ook personages uit de Fatal Fury-serie aanwezig.
Hoofdpersonages:
| - Blanka - Cammy - Chun-Li - Dee Jay - Dhalsim - E. Honda - Guile - Jamie - JP | - Juri - Ken - Kimberly - Lily - Luke - Manon - Marisa - Ryu - Zangief |

| DLC 1: - Rashid - A.K.I. - Ed - Akuma | DLC 2: - M. Bison - Terry Bogard - Mai - Elena |

## Ontvangst
| Recensiescore             | Recensiescore                |
| Recensieverzamelaar       | Score                        |
| ------------------------- | ---------------------------- |
| Metacritic                | 92% (PC) 92% (PS5) 90% (XBS) |
| Publicist                 | Score                        |
| Destructoid               | 9,5                          |
| Electronic Gaming Monthly | 4/5                          |
| Famitsu                   | 40/40                        |
| Game Informer             | 9,5                          |
| GameSpot                  | 9                            |
| IGN                       | 9                            |

Het spel ontving zeer positieve recensies. Men prees het grafische gedeelte, de personages, gameplay, de vele toevoegingen, en het online gedeelte. Ook de toegankelijkheid voor visueel beperkte mensen werd positief ontvangen. Enige kritiek was er op het verhaal in de World Tour-modus.
Op recensieverzamelwebsite Metacritic scoorde het 92% voor PC en PS5, en 90% voor Xbox Series.
Het spel was begin 2024 inmiddels ruim 3 miljoen keer verkocht.

## Prijzen
Tijdens The Game Awards in 2023 won het spel de titel van 'Beste Vechtspel' en tijdens de D.I.C.E. Awards in 2024 de prijs voor 'Vechtspel van het Jaar'.